# Premi de Roma
El Premi de Roma (francès: Prix de Rome) és un premi que consisteix en una beca d'estudis per als estudiants d'art.
Va ser iniciat el 1663 a França sota el regnat de Lluís XIV sota la forma d'una recompensa anual per a joves artistes prometedors (pintors, escultors i arquitectes) que provaven els seus talents efectuant concursos d'eliminatòries molt difícils. El premi era organitzat per l'Académie royale de peinture et de sculpture i estava obert només als seus alumnes.
Els concursos eren organitzats en pintura, escultura, arquitectura i gravat, i el 1803, va ser afegida la composició musical. El guanyador del «Primer Gran Premi» era enviat per a tres anys a l'Acadèmia de França a Roma fundada per Jean-Baptiste Colbert el 1666. Existia segons els anys «Segons Premis» que permetien igualment marxar a Roma però per a una duració menor. Sota la categoria del concurs de pintura, el concurs de paisatge històric es desenvolupava cada quatre anys. Inaugurat el 1816, va ser suprimit el 1863.
Eugène Delacroix, Édouard Manet, i Edgar Degas formen part dels artistes que van temptar el premi i no el van obtenir mai. Jacques-Louis David va intentar fins i tot suïcidar-se després d'haver fracassat tres anys seguits.
El concurs va ser suprimit el 1968 per André Malraux, quan va ser reemplaçada per una selecció sobre un informe i les Acadèmies, reunides al si de l'Institut de France, que van ser suplantades per l'Estat i el ministeri de Cultura. Des de llavors, els becaris inclouen nous camps artístics com història de l'art, arqueologia, literatura, escenografia, fotografia, cinema, vídeo i cuina). El premi és el mateix però l'estada dura entre sis i divuit mesos.

## Llista de guanyadors en arquitectura
- 1725 - Pierre-Étienne Le Bon
- 1732 - Jean-Laurent Legeay
- 1749 - François Dominique Barreau de Chefdeville
- 1752 - Charles De Wailly
- 1758 - Mathurin Cherpitel
- 1786 - Charles Percier
- 1819 - Martin-Pierre Gauthier
- 1823 - Félix Duban
- 1824 - Henri Labrouste
- 1833 - Victor Baltard
- 1840 - Théodore Ballu
- 1848 - Charles Garnier
- 1850 - Victor Louvet
- 1864 - Julien Guadet
- 1870 - Albert-Félix-Théophile Thomas
- 1878 - Victor Laloux
- 1880 - Charles Girault
- 1881 - Henri Deglane
- 1886 - Albert Louvet - primer segon grand prix
- 1892 - Guillaume Tronchet
- 1899 - Tony Garnier
- 1923 - Jean-Baptiste Mathon
- 1928 - Georges Dengler
- 1955 - Ngô Viết Thụ
- 1967 - Daniel Kahane

## Llista de guanyadors en pintura
- 1663 - Pierre Monier or Mosnier or Meunier
- 1673 - Louis de Boullogne le jeune
- 1682 - Hyacinthe Rigaud
- 1688 - Daniel Sarrabat
- 1699 - Pierre-Jacques Cazes
- 1700 - Alexis Simon Belle
- 1709 - Jean Antoine Watteau - "Second Grand Prize"
- 1711 - François Lemoyne
- 1720 - François Boucher
- 1721 - Charles-Joseph Natoire
- 1724 - Carle van Loo
- 1727 - Pierre-Hubert Subleyras
- 1734 - Jean-Baptiste Marie Pierre
- 1736 - Noël Hallé
- 1738 - Charles-Amédée-Philippe van Loo
- 1741 - Charles-Michel-Ange Challe
- 1752 - Jean-Honoré Fragonard
- 1756 - Hughes Taraval
- 1757 - Louis Jean-Jacques Durameau
- 1758 - Jean-Honoré Fragonard
- 1768 - François-André Vincent
- 1771 - Joseph-Benoît Suvée
- 1772 - Pierre-Charles Jombert, Anicet Charles Gabriel Lemonnier - segon grand prix
- 1773 - Pierre Peyron
- 1774 - Jacques-Louis David
- 1775 - Jean-Baptiste Regnault
- 1784 - Jean-Germain Drouais
- 1787 - François-Xavier Fabre
- 1789 - Girodet-Trioson, Charles Meynier - segon primer grand prix
- 1790 - Jacques Réattu (1760-1833)

Interrupció deguda a la Revolució Francesa
- 1797 - Pierre-Narcisse Guérin
- 1798 - Fulchran-Jean Harriet (1778-1805)
- 1801 - Jean Auguste Dominique Ingres
- 1807 - François Joseph Heim
- 1832 - Antoine Wiertz
- 1834 - Paul Jourdy
- 1837 - Thomas Couture
- 1837 - Eugène-Ferdinand Buttura (Paisatge històric).
- 1844 - Félix-Joseph Barrias
- 1848 - Joseph Stallaert
- 1849 - Gustave Boulanger
- 1850 - William-Adolphe Bouguereau, Paul Baudry
- 1858 - Jean-Jacques Henner
- 1861 - Léon Perrault
- 1865 - André Hennebicq
- 1884 - Henri Pinta Primer Gran Premi pel seu quadre El jurament de Brutus després de la mort de Lucrècia
- 1884 - Edouard Cabane segon Prix de Rome
- 1891 - Hubert-Denis Etcheverry, Adolphe Déchenaud - segon grand prix
- 1894 - Adolphe Déchenaud -
- 1898 - William Laparra
- 1902 - Francisco Llorens Díaz
- 1912 - Gabriel Girodon
- 1913 - Robert Davaux
- 1923 - Pierre Dionisi
- 1924 - René-Marie Castaing
- 1925 - Odette Pauvert (primer prix de Rome obtingut per una dona)
- 1930 - Yves Brayer, Salvatore DeMaio
- 1933 - Daniel Boza
- 1934 - Pierre-Emile-Henri Jérôme
- 1935 - Arturo Souto Feijoo
- 1936 - Lucien Fontanarosa & Jean Pinet - “Premier Grand Prize”; Roger Bezombes
- 1937 - Robert Liard, primer segon grand prix
- 1947 - Louis Vuillermoz - primer segon grand prix
- 1950 - Paul Collomb - primer segon grand prix
- 1960 - Pierre Carron

## Llista de guanyadors en escultura
- 1673 - Jean Cornu
- 1680 - Jean Joly
- 1682 - Nicolas Coustou
- 1686 - Pierre Legros
- 1694 - René Frémin
- 1722 - Edmé Bouchardon
- 1725 - Jean-Baptiste II Lemoyne
- 1739 - Louis-Claude Vassé
- 1748 - Augustin Pajou
- 1754 - Charles-Antoine Bridan
- 1757 – Étienne-Pierre-Adrien Gois
- 1758 - Félix Lecomte
- 1761 - Jean-Antoine Houdon
- 1762 - Louis-Simon Boizot
- 1765 - Pierre Julien
- 1772 - François-Nicolas Delaistre
- 1779 - Louis-Pierre Deseine
- 1783 - Francesc Josep Dewandre
- 1784 - Antoine-Denis Chaudet
- 1788 - Jacques-Edme Dumont
- 1790 - François-Frédéric Lemot
- 1801 - Joseph-Charles Marin i François-Dominique-Aimé Milhomme
- 1806 - Pierre-François-Grégoire Giraud
- 1809 - Henri-Joseph Ruxthiel
- 1811 - David d'Angers
- 1812 - François Rude
- 1813 - James Pradier
- 1815 - Étienne-Jules Ramey
- 1817 - Charles-François Lebœuf
- 1818 - Bernard-Gabriel Seurre
- 1819 - Abel Dimier
- 1820 - Georges Jacquot
- 1821 - Philippe-Joseph-Henri Lemaire
- 1823 - Augustin-Alexandre Dumont i Francisque-Joseph Duret
- 1824 - Charles-Marie-Émile Seurre
- 1826 - Louis Desprez
- 1827 - Jean-Louis-Nicolas Jaley i François-Gaspard-Aimé Lanno
- 1828 - Antoine Laurent Dantan
- 1829 - Jean-Baptiste-Joseph Debay
- 1830 - Honoré-Jean-Aristide Husson
- 1832 - François Jouffroy i Jean-Louis Brian
- 1833 - Pierre-Charles Simart
- 1836 - Jean-Marie-Bienaimé Bonnassieux i Auguste-Louis-Marie Ottin
- 1837 - Louis-Léopold Chambard
- 1838 - Nicolas-Victor Vilain
- 1839 - Théodore-Charles Gruyère
- 1841 - Georges Diebolt i Charles-Joseph Godde
- 1842 - Jules Cavelier
- 1843 - René-Ambroise Maréchal
- 1844 - Eugène-Louis Lequesne
- 1845 - Jean-Baptiste-Claude-Eugène Guillaume
- 1847 - Jacques-Léonard Maillet i Jean-Joseph Perraud
- 1848 - Gabriel-Jules Thomas
- 1849 - Louis Roguet
- 1850 - Charles-Alphonse-Achille Gumery
- 1851 - Adolphe-Désiré Crauk
- 1852 - Alfred-Adolphe-Édouard Lepère
- 1854 - Jean-Baptiste Carpeaux
- 1855 - Henri-Michel-Antoine Chapu i Amédée-Donatien Doublemard
- 1856 - Henri-Charles Maniglier
- 1857 - Joseph Tournois
- 1859 - Jean-Alexandre-Joseph Falguière i Louis-Léon Cugnot
- 1860 - Barthélemy Raymond
- 1861 - Justin-Chrysostome Sanson
- 1862 - Ernest-Eugène Hiolle
- 1863 - Charles-Arthur Bourgeois
- 1864 - Eugène Delaplanche i Jean-Baptiste Deschamps
- 1865 - Louis-Ernest Barrias
- 1866 -
- 1867 -
- 1868 - Marius-Jean-Antoine Mercié i Edme-Antony-Paul Noël
- 1869 - André-Joseph Allar
- 1870 - Jules-Isidore Lafrance
- 1871 - Laurent-Honoré Marqueste
- 1872 - Jules-Félix Coutan
- 1873 - Jean-Antoine-Marie Idrac
- 1874 - Jean-Antoine Injalbert
- 1875 - Dominique-Jean-Baptiste Hugues
- 1876 - Alfred-Désiré Lanson
- 1877 - Alphonse-Amédée Cordonnier
- 1878 - Edmond Grasset
- 1879 - Léon Fagel
- 1880 - Émile-Edmond Peynot
- 1881 - Jacques-Théodore-Dominique Labatut
- 1882 - Désiré-Maurice Ferrary
- 1883 - Henri-Édouard Lombard
- 1884 - Denys Puech
- 1885 - Joseph-Antoine Gardet
- 1886 - Paul-Gabriel Capellaro
- 1887 - Edgar-Henri Boutry
- 1888 - Louis-J. Convers
- 1889 - Jean-Charles Desvergnes// el segon premi fou per a Emile-Eugene-Alix Fournier per la seva cantata Sémélé.
- 1890 - Paul-Jean-Baptiste Gasq
- 1891 - Fran-çois-Léon Sicard - ex aquo amb Charles Silver, aquest per seva la cantata L'interdit
- 1892 - Hippolyte-Jules Lefebvre
- 1893 - Aimé-Jérémie-Delphin Octobre
- 1894 - Constant-Ambroise Roux
- 1895 - Hippolyte-Paul-René Roussel
- 1896 - Jean-Baptiste-Antoine Champeil
- 1897 - Victor Segoffin
- 1898 - Camille Alaphilippe
- 1899 - André-César Vermare
- 1900 - Paul-Maximilien Landowski
- 1901 - Henri Bouchard
- 1919 - Raymond Delamarre primer prix
- 1919 - César Schroevens tercer prix
- 1932 - Henri Lagriffoul
- 1935 - Alphonse Darville
- 1936 - André Greck
- 1954 - Jacqueline Bechet-Ferber

## Llista de guanyadors en gravats
- 1893 - Marie-Alexandre-Lucien Coudray Primer Gran Prix de gravat en medalles.
- 1906 - Henry Cheffer
- 1910 - Jules Piel
- 1911 - Albert Decaris
- 1920 - Pierre Matossy
- 1921 - Pierre Gandon
- 1952 - Claude Durrens

## Llista de guanyadors en composició musical
(relació no exhaustiva)
- 1803 - 1r Albert-Auguste Androt
- 1804 - 1r Grand Prix no atribuït - 2n Ferdinand Gasse i Victor Dourlen
- 1805 - Cantata Cupidon pleurant Psyché - 1r Victor Dourlen i Ferdinand Gasse
- 1806 - Cantata Héro i Léandre - 1r Victor Bouteiller - 2n Gustave Dugazon
- 1807 - Cantata Ariane à Naxos - 1r Grand Prix no atribuït - 2n Méhul i François Fétis
- 1808 - Cantata Maria Stuarda - 1r Grand Prix atribuït a Pierre August Louis Blondeau
- 1810 - Marie Dessire Beauliu
- 1811 - Hippolyte André Jean Baptiste Chélard, per la seva cantata Ariane.
- 1812 - Ferdinand Hérold i Félix Cazot
- 1819 - Jacques Fromental Halévy i Jean Massin. 2.on. premi Toussaint Poisson[1]
- 1822 - Cantata Geneviève de Brabant, 1r Joseph Lebourgeois, 2n August Barbereau i Hippolyte de Fontmichel
- 1823 - Cantata Thishé, 1r Edouard Boilly i Louis Constant Ermel, 2n. Maximilien Simon i Théodore Labarre
- 1824 - Cantata Agnès Sorel, 1r August Barbereau, 2n Albert Guillon, menció per a Adolphe Adam
- 1825 - Cantata Ariane à Naxos, 1r Albert Guillon, 2n. Claude Paris i Adolphe Adam
- 1826 - 1r Claude Paris - 2n Jean-Baptiste Guiraud i Émile Bienaimé - Hector Berlioz no va passar la primera eliminatòria.
- 1827 - Cantata La Mort d'Orphée - 1r Jean-Baptiste Guiraud 2n : Guillaume Ross-Despréaux i Alphonse Gilbert - Hector Berlioz que hi participava, no va obtenir el premi.
- 1828 - Cantata Herminie - 1r Guillaume Ross-Despréaux - 2n Hector Berlioz i Julien Nargeot
- 1829 - Cantata La Mort de Cléopatre - 1r Grand Prix no atribuït - 2n : Eugène Prévost i Alexandre Montfort - Hector Berlioz que hi participava, no va obtenir el premi.
- 1830 - Cantata La Mort de Sardanapale - 1r Hector Berlioz i Alexandre Montfort - 2n Edouard Millaut
- 1831 - Eugène-Prosper Prévost s'ignora l'obra guanyadora.
- 1835 - 1r Grand Prix a Ernest Boulanger per la Cantata Achille,
- 1838 - Robert Julien van Maldeghem, 1r. premi.
- 1839 - Charles Gounod
- 1844 - Victor Massé, 1r premi (cantata) Le Renégat de Tanger. 2n primer premi Charles Renaud de Vilbac
- 1845 - Adolphe Samuel per la cantata La Vendetta, 1r premi.
- 1846 - León Gastinel
- 1847 - Cantata L'Ange et Tobie, 1r Pierre Louis Deffès, 2n. Joseph Crèvecoeur i Joseph Charlot, 3r. Georges Bousquet
- 1850 - Primer [...?] - segon premi Aristide Hignard
- 1851 - 1er. Jean-Baptiste Rongé
- 1852 - 2.n. premi Ferdinand Poise
- 1853 - 1er. [...?] - 2n. Émile Durand
- 1855 - 1er. Pierre De Mol, per la cantata Le dernier jour d'Herculanum.
- 1857 - Georges Bizet per la cantata Clovis et Clotilde[2]
- 1859 - Jean Theodor Radoux per la cantata Le juif errant.
- 1860 - 1er. [...?] - 2n. Adolphe Deslandres per la seva cantata Ivan IV.
- 1862 - Louis-Albert Bourgault-Ducoudray
- 1863 - Jules Massenet
- 1865 - Cantata Renaud dans les jardins d'Armide, Charles Lenepveu//Segon premi Charles Constantin per la cantat David Rizio.
- 1867 - Cantata Het bos de Hendrik Waelput
- 1868 - Oratori Le passage de le mer Rouge d'Alfred Rabuteau.
- 1869 - Antoine Taudou
- 1869 - Félix Pardon, segon premi per la cantata La dernière nuit de Faust.
- 1870 - Henri Maréchal per la cantata Le jugement de Dieu
- 1871 - Willem De Mol, per la cantata El somni de Cristòfol Colom i Gaston Serpette, per la cantata Jeanne d'Arc.[3]
- 1872 - Gaston Salvayre per la cantata Calypso.
- 1873 - François Servais per l'escena dramàtica La mort de Tasso
- 1874 - Lèo Ehrhart per la cantata Acis et Galatèe.
- 1875 - André Wormser per diverses obres simfòniques.
- 1876 - Paul Hillemacher
- 1877 - Edgar Tinel s'ignora l'obra.
- 1878 - Samuel Alexandre Rousseau, per la cantata La fille de Jephté.
- 1879 - Cantata Médée, 1r Georges Hüe, 2n Lucien Hillemacher
- 1880 - Lucien Hillemacher
- 1881 - Cantata Geneviève de Paris - 1r Grand Prix no atribuït - 2n Alfred Bruneau i Edmond Missa
- 1882 - Cantata Eanomenath - 1r Georges Marty i Gabriel Pierné
- 1883 - Cantata Le Gladiateur - 1r Paul Vidal - 2n Claude Debussy i Charles-René.
- 1884 - Cantata L'Enfant Prodigue - 1r Claude Debussy - 2n Charles-Olivier-René Bibard i Léo Delibes
- 1885 - Cantata Endymion - 1r Xavier Leroux
- 1886 - Cantata La Vision de Saül - 1r Augustin Savard - 2n Henry-Charles Kaiser i André Gedalge
- 1887 - Cantata Didon - 1r Gustave Charpentier
- 1888 - Cantata Vélléda - 1r Camille Erlanger - 2n Paul Dukas
- 1889 - 1r: no atorgat. 2n: Paul Gilson per la cantata Sinaí
- 1890 - Cantata Cléopâtre (Alfred Bachelet)
- 1891 - 1r. [...?]. 2n. Carl Smulders per la cantat Andromède, compartit amb Guillaume Lekeu.
- 1892 - 1r. Cantata Amadis de Gaula d'Henri Büsser.
- 1893 - 1r. André Bloch per la cantata Antigone (Heugel), sobre un text de Fernand Beissier.
- 1894 - 1r. atribuït a Henry Rabaud
- 1896 - Cantata Mélusine
- 1897 - 1r. Cantata Frédégonde de Max d'Ollone[4] - 2n ?? i Florent Schmitt
- 1898 - Cantata Radegonde -
- 1899 - Cantata Callirhoé - 1r Charles-Gaston Levadé.
- 1900 - Cantata Sémiramis - 1r Florent Schmitt - menció Albert Bertelin
- 1901 - Cantata Myrrha - 1r André Caplet - 2n Gabriel Dupont i Maurice Ravel
- 1902 - Cantata Alcyone - 1r Aymé Kunc - 2n Roger-Ducasse i Albert Bertelin - Maurice Ravel que hi participava, no va obtenir el premi.
- 1903 - Cantata Alyssa - 1r Raoul Lappara - 2n ?? i Raymond Pech - menció Paul Pierné - Maurice Ravel que hi participava, no va obtenir el premi.
- 1904 - Cantata Medora - 1r Raymond Pech - 2n Paul Pierné i Hélène Fleury-Roy
- 1905 - Cantata Maia - 1r Victor Gallois i Philiphe Gaubert- 2n Marcel Samuel-Rousseau
- 1906 - 1r Louis Dumas per la seva cantata Ismail.
- 1907 - 1r Maurice Le Boucher
- 1908 - 1r André Gailhard i Louis Dumas- 2n Nadia Boulanger i Edouard Flament
- 1909 - 1r Jules Mazellier - 2n Marcel Tournier
- 1911 - Cantata Yanitza 1r Paul Paray
- 1913 - Cantata Faust i Hélène - 1r Lili Boulanger - primera dona a emportar-se el primer grand prix, i Claude Delvincourt (compartit)
- 1914 - Cantata Les fiancés de Noèl - Léon Jongen, compartit amb Marcel Dupré.
- 1919 - Jacques Ibert - primer grand prix
- 1920 - Jacques de La Presle - primer grand prix per la cantata Don Quixot
- 1921 - Leo Sowerby - primer compositor nord-americà que aconseguia aquest premi
- 1922 - Fernand Quinet - per la Cantata La guerre[5]
- 1923 - primer grand prix - Jeanne Leleu amb la cantata Bèatrix.
- 1923 - Robert Bréard - segon grand prix.
- 1925 - Louis Fourestier per la cantata La Mort d'Adonis.
- 1926 - Pierre Petit, amb l'escena lírica Le jeu de l'amour et du hasard,
- 1927 - Henri Tomasi - segon premi amb la cantata Coriolan
- 1929 - Normand Lockwood, no se'n sap l'obra.[6]
- 1930 - José Muñoz Molleda - primer grand prix per Quartet en fa menor
- 1931 - Tony Aubin - primer grand prix per la cantata Acteón.
- 1932 - Yvonne Desportes - cantata Le pardon
- 1933 - Cantata Idylle funambulesque, Robert Planel - 2n Henriette Puig-Roget
- 1934 - Eugène Bozza, per la fantasia lírica La Légende de Roukmani.
- 1938 - Henri Dutilleux
- 1943 - Pierre Sancan
- 1945 - Marcel Quinet - Cantata La vague et le sillon
- 1947 - Jean-Michel Damase
- 1950 - Roberto Lupi, per la cantata Orpheus.[7]
- 1951 - Charles Chaynes, amb la cantata Et l'homme se vit les portes rouvrir
- 1952 - Alain Weber
- 1962 - Antoine Tisné - segon grand prix
- 1964 - Friedrich Voss[8]
- 1966 - Ángel Oliver Pina - primer grand prix
- 1968 - Alain Louvier - primer grand prix